# Surducu Mare, Caraș-Severin
Surducu Mare este un sat în comuna Forotic din județul Caraș-Severin, Banat, România.

## Vezi și

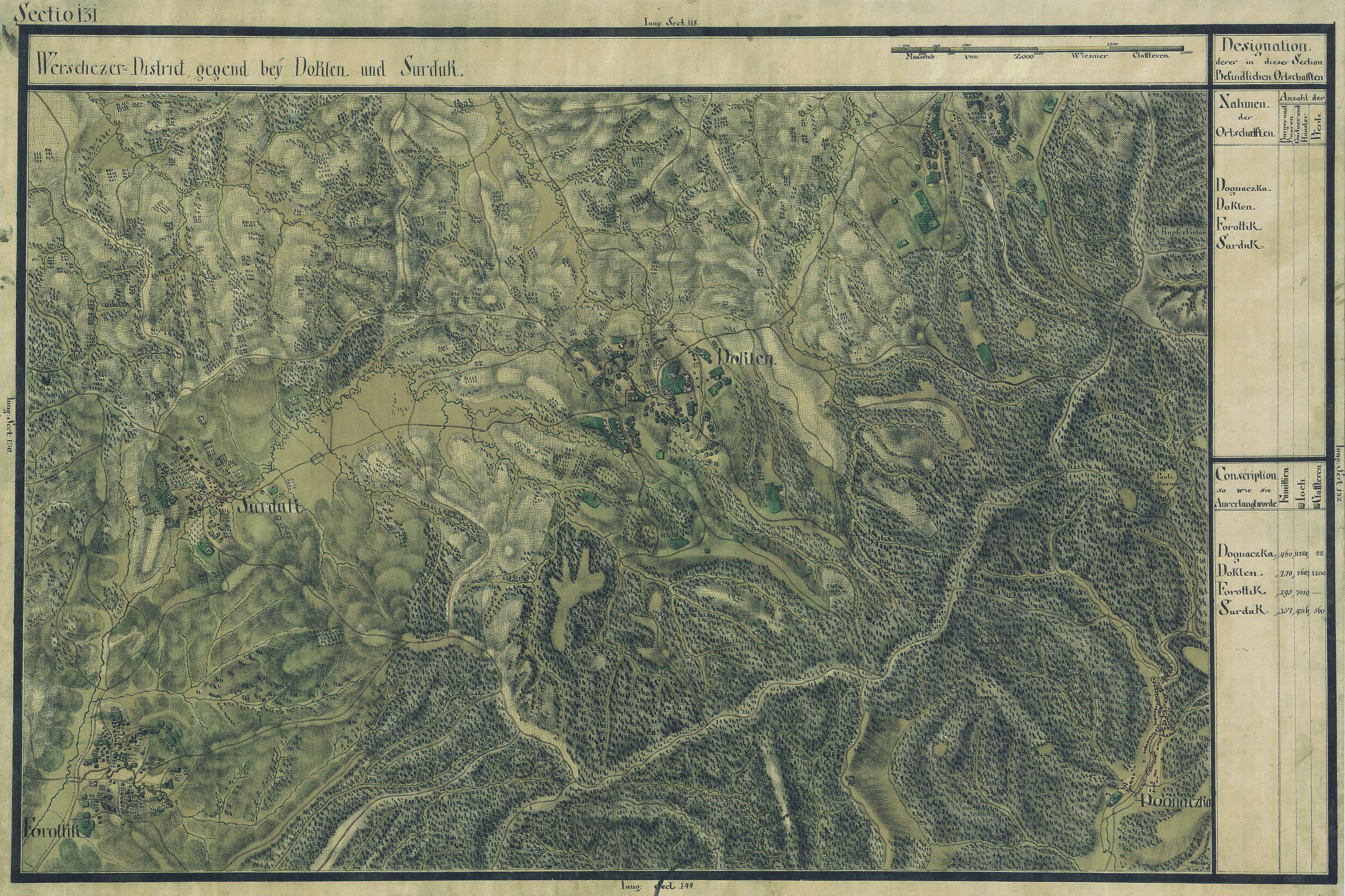
Surducu Mare pe Harta Iosefină a Banatului, 1769-1772

## Vestigii arheologice
Castrul roman Centum Putei de lângă Surducu Mare (amplasat la cca 1,5 km spre NE de sat) este singurul din țară care păstrează în întregime vechile întărituri.